# Sagina nivalis
Sagina nivalis — вид трав'янистих рослин родини Гвоздичні (Caryophyllaceae). Етимологія: лат. nivalis — «сніговий».

## Опис
Одиночна багаторічна рослина з центральним коренем і однією основною розеткою з численними сланкими, без вкорінення вегетативними пагонами і численними сланкими або висхідними квітучими стеблами. Майже немає старого листя з минулих вегетацій. Стебла цвітіння 1–3(5) см з 1(2) парами стеблових листків під суцвіттям. Листки супротивні, (3)4–7 мм, лінійні або дуже вузько ланцетні, загострені на верхівці. Квітучі пагони з одною квіткою або іноді з 2–5 або більше квітками на протяжних складних у парасольку гілочках. Квітконіжки довжиною 5–10(20) мм, голі. Квіти радіально-симетричні з 4–5 вільними чашолистками і пелюстками. Чашолистки 1.3–2.2 × 1.2–1.4 мм, майже кулясті або дуже широко довгасті або яйцеподібні, темно-зелені або з пурпурним відтінком з вузьким склоподібним краєм. Пелюстки 1.2–1.8 мм, цільні, білі. Тичинок 8–10, іноді менше. Плід — однокамерна коробочка 2–3 мм з численними насінням. Насіння коричневе, косо трикутне, 0.5 мм. 2n = 56, 88.

## Поширення
Арктична Євразія (Велика Британія, Фарерські острови, Фінляндія, Ісландія, Норвегія (Шпіцберген), Росія, Швеція), Північна Америка (Гренландія, Канада, США — Аляска, Монтана).
Населяє піщані пляжі або щебнисті, прибережні скелі, алювіальні рівнини, свіжі льодовикові морени, низьку, заболочену тундру, альпійські райони.